# Bulbophyllum lyriforme
Bulbophyllum lyriforme är en orkidéart som beskrevs av Jaap J. Vermeulen och P.O'byrne. Bulbophyllum lyriforme ingår i släktet Bulbophyllum och familjen orkidéer.
Artens utbredningsområde är Papua Nya Guinea. Inga underarter finns listade i Catalogue of Life.